# Ласеллс, Генри, 3-й граф Хэрвуд
Генри Ласеллс, 3-й граф Хэрвуд (англ. Henry Lascelles, 3th Earl of Harewood; 11 июня 1797 — 22 февраля 1857) — британский пэр и член Палаты общин. Он носил титул учтивости — виконт Ласеллс с 1839 по 1841 год.

## Биография
Родился 11 июня 1797 года. Второй сын Генри Ласеллеса, 2-го графа Хэрвуда (1767—1841), и Генриетты Сибрайт (1770—1840), дочери сэра Джона Сибрайта, 6-го баронета.
В 1814 году Генри Ласеллс стал прапорщиком 1-го пехотного гвардейского полка, в 1815 году участвовал в битве при Ватерлоо, где был легко ранен разорвавшимся снарядом, когда нес знамя своего (2-го) батальона полка. С 1820 года служил в чине лейтенанта в Йоркширском гусарском йоменском полку. В 1831 году он уволился с военной службы.
Член Палаты общин Великобритании от Норталлертона с 1826 по 1831 год, а также он занимал должность лорда-лейтенанта Западного райдинга Йоркшира в 1846—1857 годах.
20 мая 1848 года он стал членом Кентерберийской ассоциации. В его честь были названы Хэрвуд-Форест (за пределами Оксфорда) и пригород Крайстчерча Хэрвуд (где расположен международный аэропорт Крайстчерча).

## Семья
5 июля 1823 года лорд Хэрвуд женился на леди Луизе Тинн (25 марта 1801 — 7 ноября 1859), дочери Томаса Тинна, 2-го маркиза Бата , и достопочтенной Изабеллы Элизабет Бинг. У супругов было тринадцать детей:
- Генри Тинн Ласеллс, 4-й граф Хэрвуд (18 июня 1824 — 24 июня 1892), старший сын и преемник отца.
- Достопочтенный Эгремонт Уильям Ласеллс (26 июля 1825 — 27 октября 1892), женат на Джесси Малкольм
- Достопочтенный Джордж Эдвин Ласеллс (19 октября 1826 — 9 марта 1911), женился на леди Луизе Мюррей, дочери Уильяма Мюррея, 4-го графа Мэнсфилда
- Достопочтенный Элджернон Фрэнсис Ласеллс (21 января 1828 — 28 марта 1845), умер молодым.
- Достопочтенный Альфред Ласселлс (26 февраля 1829 — 20 марта 1845), умер молодым.
- Леди Луиза Изабелла Ласселлс (20 июля 1830 — 30 ноября 1918), вышла замуж за Чарльза Миллса, 1-го барона Хиллингдона[англ.]
- Преподобный Достопочтенный Джеймс Уолтер Ласеллс (14 ноября 1831 — 25 ноября 1901), каноник Рипонского собора и настоятель в Голдсборо, женился на Эмме Кларе Майлз (1830—1911), дочери сэра Уильяма Майлза, 1-го баронета
- Леди Сьюзен Шарлотта Ласселлс (1834 — 18 мая 1927), вышла замуж за Эдварда Монтегю-Стюарта-Уортли-Маккензи, 1-го графа Уорнклиффа
- Достопочтенный Гораций Дуглас Ласеллс (20 сентября 1835 — 15 июня 1869), умер неженатым[3].
- Леди Бланш Эмма Ласеллс (18 августа 1837 — 26 декабря 1863), вышла замуж за Генри Бойля, 5-го графа Шеннона.
- Леди Флоренс Харриет Ласеллс (1838 — 18 ноября 1901), вышла замуж за подполковника Джона Каста, внук Браунлоу Каста, 1-го барона Браунлоу[англ.].
- Леди Мэри Элизабет Ласеллс (ок. 1843 — 7 февраля 1866), вышла замуж за сэра Роберта Мида[англ.], сына Ричарда Мида, 3-го графа Кланвильяма
- Леди Мод Кэролайн Ласеллс (1846 — 14 апреля 1938), вышла замуж за лорда Джорджа Гамильтона.

## Смерть
Граф получил перелом черепа и другие травмы во время охоты на лис и умер четыре недели спустя в 1857 году в возрасте 59 лет. Ему наследовал его старший сын, Генри Тинн Ласеллс, 4-й граф Хэрвуд.